# Крајишке поле
Крајишке поле или пастирски кромпир, је релативно скромна али укусни и заситљив специјалитет  сиромашних, са подручја Босанска Крајина на простору Републике Српске али и целе Босне и Херцеговине. Поле су заправо једноставно јело  од  кромпира, које се брзо и једноставно припрема. Спада у најукуснију верзију печеног кромпира пресеченог на напола, посољеног и печеног на жару у рерни или испод сача.
Ако су поле током печења прекривене танко резаном сланином, кајмаком и сиром, њиховом укусу не могу да одоле ни највећи љубитељи традиционалних специјалитета.

## Историја
Кроз историју Босну и Херцеговину су освајали Римљани, Османлије Аустроугари и за собом на овом простору остављали део културе и обичаја. Чести ратови на овом простору доносили су сиромаштво, па су качамак и цицвара са доста кајмака сматрне празничним јелима. Међутим крајишке поле су сматране сиротињским јелом, иако врхунског укуса, доступне широким народним масама у бројним приликама.
Тко су поле постале  традиционално јело које су од давнина припремали становници Босне и Херцеговине, па се зато у разним крајевима у којима их спремају зову другачије.
Од Анда до Козаре и Крајине, сви пастири тврде да су њихове поле (кромпир) најбољи. Уз добро друштво и уз обавезну меку ракију крајишке поле спадају међу најукусније, ако не на целом свету, оно бар у сећању многих генерација крајишника које су на њима одрасле чувајући стоку, или их често јели у недостатку друге хране.

## Састојци
- 12 кромпира приближно исте величине,[1]
- димљена сланина исечена на танке кришке,
- со
- кајмак или сир

## Припрема
Кромпир добро опрати и преполовите по дужини. Потом посолити по укусу  и со утрљати у оба дела кромпира један о други.
Поле на отвореној ватри
Кромпир се пече на на отвореној ватри , уз обавезно прекривање  пепелом.
Поле испод сача
Ако се кромпир пече у загрејаној рерни, пече се на сувом плеху, па када горња страна кромпира буде сува на сваку кришку ставља се по парче сланине, фиксира чачкалицом и још извесно време пече све док се сланина не увије на крајевима и порумени.
Пећи све док кромпир и сланина не добију златножуту боју.
Поле испод сача
Поле могу да се пеку и испод сача. Тада пре печења на сваку половину ставити комадић суве сланине и учврстити је чачкалицом.
Јело је готово када кромпир добије златно смеђу боју, а сланина се увије на крајевима и порумени.

## Сервирање
Изворно Крајишке поле се праве и сервирају без сланине, па се могу припремати и као посно јело, само се пресече кромпир и стави на ватру да се добро испече.
Крајишке поле служити вруће, а према жељи уз сир или кајмак, сланину, кисео купус кили другу сезонску салату. 